# Василёк первичногерберов
Василёк первичногерберов (лат. Centaurea protogerberi) — растение, вид рода Василёк семейства Астровые, или Сложноцветные.

## Ареал и среда обитания
Эндемик среднего и нижнего течения Северского Донца. Произрастает на территории Ростовской области России и Луганской области Украины. Выбирает прибрежные песчаные массивы.

## Описание
Двулетние растение. Высота от 30 до 50 см. Строения стебля разветвленное, поверхность шероховатая, слабопушист.
Строение листьев перистое либо двоякоперисторассеченное, с линейно-нитевидными долями. Цветки розовые, светло-кремовые либо белые, в корзинках. Листья оберток корзинок с крупными желтоватыми жесткими пленчатыми сильновыпуклыми придатками.
Размножается только семенным путём.

## Охрана
Включен в Красную Книгу Украины, а также в Красную Книгу Ростовской области.